# Bruhatkajozaur
Bruhatkajozaur (Bruhathkayosaurus) – wątpliwy rodzaj dinozaura żyjącego w późnej kredzie na terenach subkontynentu indyjskiego. Zawiera jeden gatunek - B. matleyi. Najpewniej był to teropod, przy czym do tego rodzaju przypisywane były również kości zauropoda, uznawane za należące do jednego z największych znanych dinozaurów. Wszystkie znane skamieniałości uległy zniszczeniu.

## Materiał kopalny
Holotyp – GSI PAL/SR/20 – to kość biodrowa. Materiał przypisany stanowią: kość piszczelowa, kość promieniowa, kość łonowa, część kości udowej i kręg ogonowy. Wszystkie uległy zniszczeniu w czasie transportu, z czego jedynie kość biodrowa i kość piszczelowa zostały sfotografowane i zilustrowane. 
Początkowo kości przypisano do jednego zwierzęcia. Jednak Pal i Ayyasami (2022) stwierdzili, że najpewniej należały do różnych zwierząt. Według nich holotypowa kość biodrowa miała należeć do teropoda, z kolei kość piszczelowa i kość udowa należały do zauropoda. Oznacza to, że Bruhathkayosaurus to wątpliwy rodzaj teropoda, z kolei kość piszczelowa należała do nienazwanego zauropoda. 

## Wielkość
Kość biodrowa mierzyła 120 cm długości, zatem teropod do którego należała był duży. 
Kość piszczelowa przypisywana do rodzaju Bruhathkayosaurus (choć w rzeczywistości należąca najpewniej do nienazwanego zauropoda) mierzy 200 cm długości, czyli o 45 cm więcej, niż u Argentinosaurus. Na tej podstawie Paul i Larramendi (2023) oszacowali masę tego indyjskiego zauropoda na 110–170 ton. 

## Etymologia
Nazwa rodzajowa pochodzi od połączenia sanskryckich słów Bruhathkaya ("wielkie ciało") i greckiego słowa sauros ("jaszczur").